# 595 Polyxena
595 Polyxena eller 1906 TZ är en asteroid i huvudbältet, som upptäcktes 27 mars 1906 av den tyska astronomen August Kopff i Heidelberg. Den är uppkallad efter Polyxena i den grekiska mytologin.
Asteroiden har en diameter på ungefär 90 kilometer.